# Arcteonais inconstans
Arcteonais inconstans är en ringmaskart. Arcteonais inconstans ingår i släktet Arcteonais och familjen glattmaskar. Inga underarter finns listade i Catalogue of Life.